# Telegraf (Zeitung)

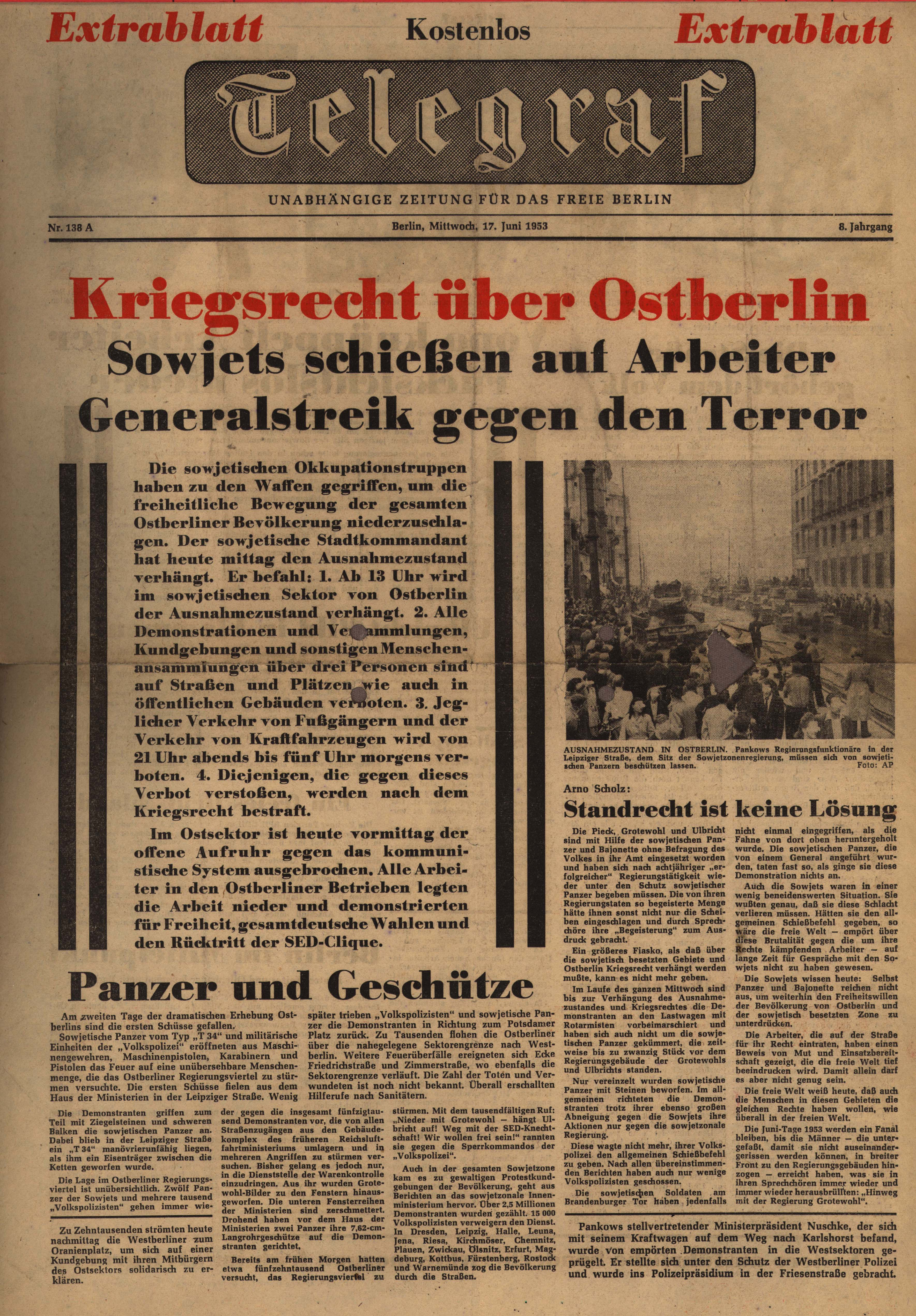
Extrablatt zum Aufstand vom 17. Juni 1953
Quelle: Friedrich-Ebert-Stiftung (AdsD Bonn)

Der Telegraf war eine SPD-nahe Tageszeitung im Berlin der Nachkriegsjahre. Sie wurde 1946 von Arno Scholz (1904–1971) gegründet. Ihre Auflage wuchs schon im ersten Erscheinungsjahr auf 550.000 Exemplare und die Zahl der Mitarbeiter der Telegraf-Verlagsgesellschaft mbH (später umbenannt in Arani-Verlag GmbH) stieg auf über 700 an. Die Zeitung konnte gerade noch ihr 25-jähriges Bestehen feiern, als im Zuge der sich verändernden Ostpolitik ihre ehemalige ideologische Grundlage entfiel und sie dann 1972 eingestellt werden musste.
Am 15. März 1946 erhielt der frühere Vorwärts-Reporter, Redakteur der hannoverschen SPD-Zeitung Volkswille bis 1933 und anerkannte Widerstandskämpfer Arno Scholz von der britischen Militärverwaltung Berlin die Lizenz zur Gründung dieser Tageszeitung – ohne die damals übliche Gebietsbeschränkung. Als Mitlizenzträger konnte er den früheren Reichstagspräsidenten Paul Löbe sowie Annedore Leber, die Witwe des im NS-Staat hingerichteten Julius Leber, gewinnen. Dazu konnte er die Druckerei der britischen Tageszeitung Der Berliner übernehmen, wo er zuvor Geschäftsführer war. Mit den Jahren wuchs daraus ein ganzer Medienkonzern mit drei weiteren Zeitungen und einer Illustrierten (Mosaik, Blickpunkt, Puck und Illus), deren Ausgaben auch in Ost-Berlin verkauft wurden. Ab 1949 wurde zusätzlich die wöchentliche Ausgabe Der kleine Telegraf  (im DIN-A5-Format) mit eigenen illegalen Korrespondenten in Ost-Berlin und in der Sowjetzone herausgegeben, deren Auflage (rund 100.000 Exemplare) unter der Hand im Osten verteilt wurden. Der Telegraf war von vornherein vehement gegen die Zwangsvereinigung von SPD und KPD zur SED.
Neben der starken Medien-Konkurrenz durch die Berliner Morgenpost und die B.Z. verlor der Telegraf dann ausgerechnet wegen der rückhaltlosen Unterstützung der sozial-liberalen Ostpolitik viele Leser, die Gefahren für die Sicherheit West-Berlins sahen. Dazu kamen die Verluste durch den Bau der Mauer, denn Ost-Berliner konnten die Zeitung nun nicht mehr kaufen. 1971 starb dann auch noch der Gründer, Herausgeber, Verleger und Leitartikler Arno Scholz. Die Zeitung wurde nach einem erfolglosen letzten Rettungsversuch durch die SPD-eigene Deutsche Druck- und Verlagsgesellschaft endgültig eingestellt.
Die letzte Veröffentlichung erfolgte am Freitag, den 30. Juni 1972, mit der Nummer 146 (27. Jahrgang), zum Preis von 30 Pfennig mit der Titelüberschrift „Aus! Zum Schweigen verurteilt“. Weitere Inhalte der letzten Zeitungsveröffentlichung waren die Themen: „Eine Welle der Empörung – Also Monopol für Springer“ sowie „Ein politischer Skandal – Turbulente Betriebsversammlung von Telegraf und nacht-depesche“. Das umfangreiche Foto-Archiv mit etwa 130.000 Fotos ging über in den Besitz der Friedrich-Ebert-Stiftung.